# معنای نسبیت (کتاب)
معنای نسبیت یک کتاب دربارهٔ چهار سخنرانی اینشتین در دانشگاه پرینستون است که توسط انتشارات دانشگاه پرینسون منتشر شده‌است. این سخنرانی‌ها توسط ادوین پلیمپتون آدامز به انگلیسی ترجمه شد. سخنرانی‌ها و کتاب بعدی آخرین تلاش انیشتین برای ارائه مروری جامع بر نظریه نسبیت وی بود و تنها کتاب وی است که نمای کلی قابل دسترسی از فیزیک و ریاضیات نسبیت عام را ارائه می‌دهد. اینشتین هدف خود را در مقدمه چاپ آلمانی این کتاب با بیان اینکه «می‌خواست خلاصه ای از افکار اصلی و روش‌های ریاضی نظریه نسبیت» را توضیح دهد و هدف اصلی او این بود که مبانی کل نظریه تئوری را به وضوح نشان دهد.

## زمینه

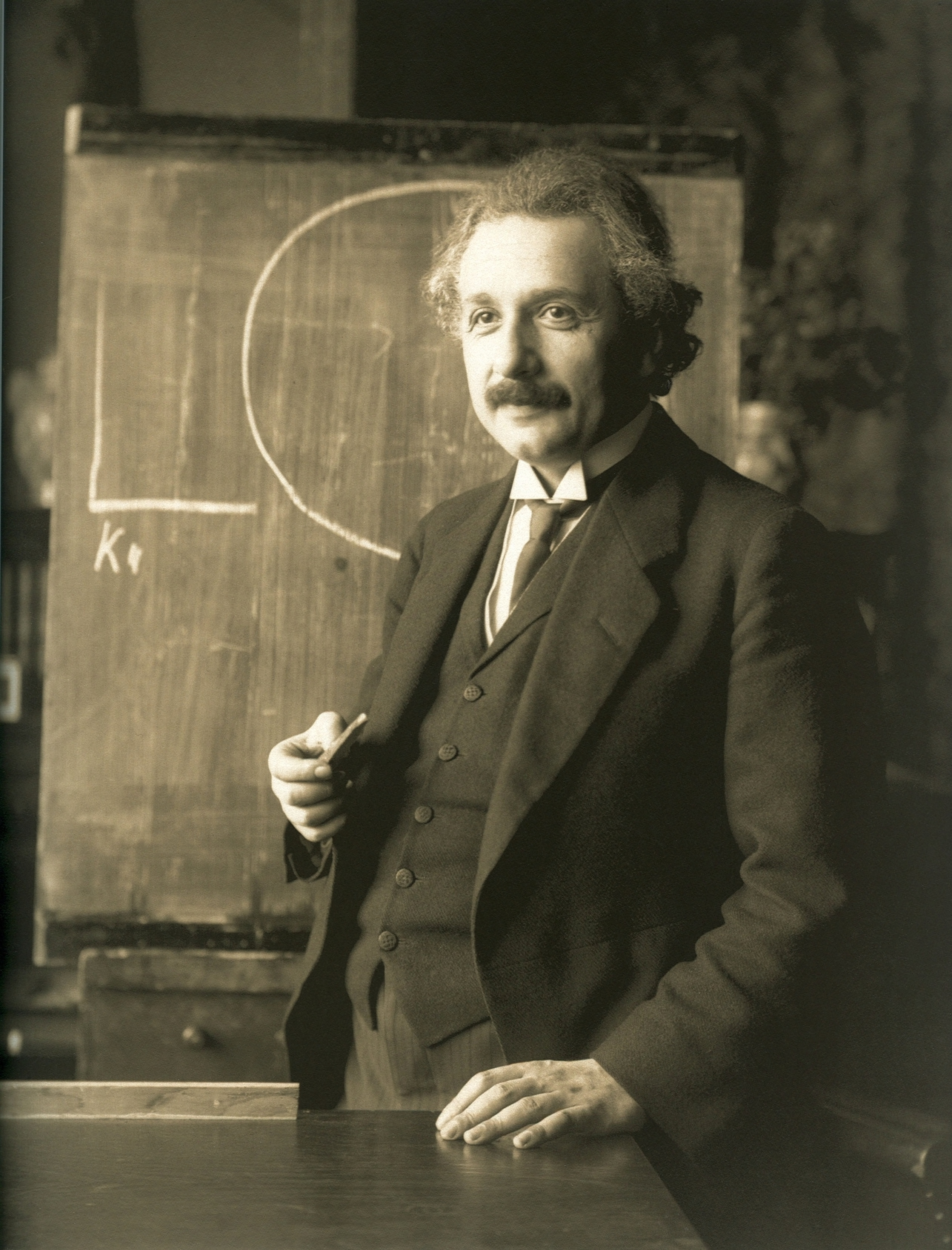
انیشتین در سال ۱۹۲۱

این کتاب شامل چهار سخنرانی استافورد کوچک اینشتین است که در سال ۱۹۲۱ در دانشگاه پرینستون چاپ شده‌است. این سخنرانی‌ها به دنبال مجموعه ای از انتشارات توسط انیشتین در حال توسعه تئوری نسبیت عام است. در این مدت، هنوز بسیاری از موضوعات بحث‌برانگیز پیرامون نظریه‌ها وجود داشت و او همچنان از چندین نظر خود دفاع می‌کرد. سخنرانی‌ها و کتاب بعدی آخرین تلاش انیشتین برای ارائه مروری جامع بر نظریه نسبیت وی بود. همچنین این تنها کتاب وی است که مروری بر فیزیک و ریاضیات نسبیت عام دارد و به روشی جامع که برای افراد غیر متخصص قابل دسترسی بود. انیشتین هدف خود را در مقدمه چاپ آلمانی کتاب با بیان اینکه «می‌خواست افکار اصلی و روش‌های ریاضی نظریه نسبیت را خلاصه کند» و اینکه هدف اصلی وی این بود که مبانی اساسی را در کل مجموعه اندیشه‌های این مقاله ارائه دهد، توضیح داد.

## محتوا
کتاب از چهار سخنرانی ساخته شده‌است. عنوان اول با عنوان «فضا و زمان در فیزیک پیش از نسبیت» است. سخنرانی دوم با عنوان نظریه نسبیت خاص و در مورد نظریه نسبیت خاص است. سخنرانی سوم و چهارم نظریه عمومی نسبیت را در دو بخش پوشش می‌دهد. بخش دوم شامل تلاش‌های اینشتین برای یک نظریه میدان واحد است.